# Don Heckman
Donald J. Heckman es un saxofonista, clarinetista y periodista estadounidense, nacido en Reading, Pensilvania, el 18 de diciembre de 1932.

## Historial
Asentado desde muy joven en Miami, donde aprende a tocar el clarinete y el saxo alto, comienza su actividad en orquestas universitarias. Hacia 1960, tras un periodo de inactividad, forma un trío con el pianista John Benson Brooks y, a partir de 1962, trabaja con el trompetista Don Ellis. Más tarde, ya en la década de 1970, colabora con Blood, Sweat & Tears. En esta época desarrolla "happenings" electrónicos didácticos, con músicos como Steve Kuhn, Steve Swallow o Ron Carter.
Como periodista, durante muchos años escribe con carácter fijo en la revista "Down Beat", y publica numerosos estudios sobre jazz contemporáneo.